# Samuel Mbugua
Samuel Mbugua est un boxeur kényan né le 1er janvier 1946 à Nairobi.

## Carrière
Il est médaillé de bronze dans la catégorie des poids coqs aux Championnats d'Afrique de boxe amateur 1968 à Lusaka. Il est médaillé d'argent dans la catégorie des poids coqs aux Jeux du Commonwealth britannique de 1970 à Édimbourg puis médaillé d'or des poids plumes aux championnats d'Afrique de Nairobi en 1972.
Il remporte aux Jeux olympiques d'été de 1972 à Munich la médaille de bronze dans la catégorie des poids légers.
Il est médaillé de bronze dans la catégorie des poids plumes aux Jeux du Commonwealth britannique de 1974 à Christchurch.

## Palmarès

### Jeux olympiques
- Médaille de bronze en -60 kg aux Jeux de 1972 à Munich, Allemagne

### Championnats d'Afrique
- Médaille d'or en -57 kg en 1972 à Nairobi, Kenya
- Médaille de bronze en -54 kg en 1968 à Lusaka, Zambie

### Jeux du Commonwealth
- Médaille de bronze en -54 kg en 1970 à Édimbourg, Écosse
- Médaille de bronze en -57 kg en 1974 à Christchurch, Nouvelle-Zélande